# روكا سان جوفاني
روكا سان جوفاني (بالإيطالية: Rocca San Giovanni)‏ هي بلدية في مقاطعة كييتي في إقليم أبروتسو الإيطالي.

## السكان
في سنة 1861 بلغ عدد السكان 2٬106 نسمة، وتطور العدد ليصل في سنة 2011 لـ 2٬348 نسمة.
يظهر هذا المخطط البياني تطور النمو السكاني لـ روكا سان جوفاني